# Petra Vohland
Petra Vohland (* 2. März 1953 in Zwickau; † 31. Januar 2017 in Weinböhla) war eine deutsche Malerin und Grafikerin.

## Leben
Petra Vohland wurde geboren als Petra Dettelbacher. Ihr Talent wurde bereits während der Schulzeit entdeckt. Sie durfte als einziges Kind am Malzirkel des Grafikers Klaus Matthäi in Wilkau-Haßlau teilnehmen, wo sie mit den Malern Siegfried Klotz, Wolfram und Hartwig Ebersbach bekannt wurde. Sie lernte von 1969 bis 1974 Porzellanmalerin im Fach Blumendekor an der Staatlichen Porzellanmanufaktur Meissen. Von 1975 bis 1978 besuchte sie die Abendschule der Hochschule für Bildende Künste Dresden und arbeitete während dieser Zeit als Assistentin von Jürgen Schieferdecker in der Sektion „Architektur, Grundlagen der Gestaltung / Kunstbesitz“ der Technischen Universität Dresden. Von 1978 bis 1983 studierte sie an der Hochschule für Bildende Künste Dresden die Fachrichtung Malerei und Grafik bei Siegfried Klotz und Günter Horlbeck. Ihre Diplomarbeit war ein Zyklus von Radierungen zu Dante Alighieri.
Aufgrund einer Aufenthaltszuweisung nach dem Diplom nahm sie ihren Wohnsitz in Karl-Marx-Stadt, wo Michael Morgner 1983 ihre Aufnahme in den Verband Bildender Künstler befürwortete, dem sie dann bis 1990 angehörte. 1989 war sie eines der Gründungsmitglieder der Dresdner Sezession 89. Seit 1991 war sie Mitglied im Künstlerbund Dresden und arbeitete seit 2001 in dessen Vorstand. Im gleichen Jahr wurde sie Sprecherin der Dresdner Sezession und Leiterin der Jugendkunstschule der Stadt und des Landkreises Meißen. Ab 2012 war sie aktiv in der Arbeitsgruppe Kulturelle Bildung des Sächsischen Künstlerbundes – Landesverbands Bildende Kunst Sachsen.

## Arbeiten im öffentlichen Besitz (Auswahl)
- Staatliche Kunstsammlungen Dresden
- Kunstfonds des Freistaates Sachsen
- Deutsche Bank Dresden
- Landratsamt Dresden
- Pädagogische Hochschule Dresden
- Rat der Stadt Dresden
- Institut Francais Dresden

## Ausstellungen (Auswahl)

### Einzelausstellungen
- 1985: Galerie im Kulturzentrum Crimmitschau
- 1986: Galerie am Brühl, Karl-Marx-Stadt
- 1987: Galerie Peter Breuer, Zwickau
- 1992: Albrechtsburg Meißen
- 2005: Kunstverein Meerane
- 2007: Galerie Drei, Dresden
- 2017: Gräfes Wein & Fein, Radebeul
- 2018: Galerie Drei, Dresden

### Ausstellungsbeteiligungen
- 1984: Klub der Intelligenz „Pablo Neruda“, Karl-Marx-Stadt
- 1986: Bezirkskunstausstellung, Karl-Marx-Stadt
- 1988: „Blaues Wunder“, Ausstellungshalle am Fucikplatz, Dresden[2]
- 1989: XII. Kunstausstellung des Bezirkes Dresden
- 1992: Stadtgalerie Mirabellgarten, Salzburg
- 1994: „Mnemosyne“, Großer Garten, Dresden
- 1994: Neue Chemnitzer Kunsthütte
- 1995: Galerie des BBK, Landshut
- 1996: Schlossgalerie, Heidelberg
- 1999: Residenzschloss, Dresden
- 2001 Vertretung des Freistaates Sachsen beim Bund, Berlin
- 2002 Galerie BWA Design, Breslau
- 2006 Cranach-Stiftung, Wittenberg
- 2009 „20 Jahre Dresdner Sezession 89“, Coselpalais, Dresden[3]
- 2011: Frauenmuseum, Bonn
- 2013: „Ortswechsel“, Kulturhalle, Tübingen
- 2014: Ostsächsische Kunsthalle, Pulsnitz